# Soa-Becken
Das Soa-Becken ist ein Becken westlich des Zentrums der langgestreckten indonesischen Insel Flores. Es hat eine Fläche von annähernd 200 Quadratkilometern und ist seit langem als paläontologische und archäologische Fundstätte bekannt. Das Becken wurde nach der Gemeinde Soa benannt, die an seinem westlichen Ende liegt.
Beispielsweise fand man 1994 und 1997 am Oberlauf des Flusses Ae Sissa, im Bereich der Fundstelle Mata Menge, Steinwerkzeuge aus dem Altpleistozän, die einer Zirkon-Spaltspurendatierung zufolge 880.000 ± 70.000 bis 800.000 ± 70.000 Jahre BP alt sind. Noch älter sind Steinwerkzeuge aus der Mata Menge benachbarten Fundstelle Wolo Sege, die im Jahr 2010 auf 1,02 ± 0,02 Millionen Jahre datiert wurden. Diese Funde gelten als Beleg für eine sehr frühe Besiedlung der Insel durch Gruppen von Hominini und damit für eine potentiell mögliche allmähliche „Inselverzwergung“ ihrer Nachkommen auf Flores, deren mutmaßlich letzte Abkömmlinge – Homo floresiensis – rund 100 Kilometer westlich des Beckens in der Höhle Liang Bua entdeckt wurden.
2016 wurde bekannt, dass aus der Fundstelle Mata Menge 700.000 Jahre alte, hominine Fossilien geborgen wurden, die möglicherweise zu den Vorfahren von Homo floresiensis gehörten.

## Lage und Geologie
Das rund 20 × 10 Kilometer große Soa-Becken wird heute durch den Ae Sissa genannten Fluss und dessen Zuläufe geformt, die nach Nordosten zur Floressee entwässern. Oberhalb seines südwestlichen Endes liegt die Stadt Bajawa, südlich das Ngada-Dorf Boawae. Das Becken befindet sich auf einer Höhe von bis zu 400 Metern über dem Meeresspiegel, die angrenzenden Höhenzüge reichen bis auf rund 1000 Meter hinauf, einige – teils noch aktive, teils inaktive – Vulkane sind mehr als 2000 Meter hoch. Im Becken überragen zahlreiche kleine Hügel das ansonsten recht flache, Savannen-artige Grasland, in das jedoch immer wieder durch die Gewässer tiefe Schluchten eingeschnitten sind.
Die geologische Schichtung des Soa-Beckens besteht aus zwei großen stratigraphischen Einheiten. Zum einen ist dies das Ola-Kile-Formation genannte Grundgebirge aus andesitischen Brekzien, Ablagerungen pyroklastischer Ströme und Laharen mit gelegentlich eingebettetem Schluffstein, Sandstein und Gestein aus ehemaligen Lavaströmen, deren Mindestalter 1,86 ± 0,12 Millionen Jahre beträgt. Über diesem Grundgebirge liegt die deutlich jüngere Ola-Bula-Formation, eine rund 100 Meter dicke Schicht aus wechselnden Anteilen teils vulkanischen Ursprungs, teils aus Ablagerungen von Flüssen oder Seen stammend. Ihr sitzt eine Kappe aus Kalkstein (bezeichnet als Gero Limestone) auf, die sich ebenfalls in einem Gewässer gebildet hat.
Die Sedimente des Soa-Beckens lassen den Schluss zu, dass es die meiste Zeit seiner Existenz einen großen See oder eine Kette kleinerer Seen enthielt, die in unregelmäßigen Abständen trocken fielen, wenn sich jeweils ein neuer Abfluss in das umschließende Gebirge eingeschnitten hatte. Danach bildete sich – wie in der Gegenwart – eine Graslandschaft aus, die durch Erosion abgetragen wurde, während sich in den Gewässern zuvor Sediment abgelagert hatte.

## Geschichte der Erforschung
Die ersten grundlegenden Feldstudien im Soa-Becken hatte Mitte der 1950er-Jahre der katholische Priester Theodor Verhoeven vorgenommen, der Alte Geschichte an der Universität Leiden studiert und für seine Master-Arbeit in Pompeji geforscht hatte. Verhoeven war durch den Raja von Nagakeo auf die dort, nahe der aufgegebenen Ortschaft Ola Bula durch Erosion zutage tretenden Knochen aufmerksam gemacht worden. Das Ergebnis seiner großflächigen Grabungen – vor allem Funde von Stegodon-Knochen – publizierte Verhoeven erstmals 1958. Es folgten ab 1960 geologische Erkundungen durch den Geological Survey of Indonesia, deren Ergebnisse 1961 unter anderem die Benennung der beiden Bodenformationen (Ola-Kile- und Ola-Bula-Formation) zur Folge hatten.
1963 legte Verhoeven 3,5 Kilometer westlich seiner ersten Grabungsstelle an den Mata Menge und Boa Lesa genannten Fundstellen neben weiteren Stegodon-Fossilien erstmals auch Steinwerkzeuge frei, unter anderem Chopper und Faustkeile. Verhoeven schloss daraus, dass Stegodon und frühe Individuen der Gattung Homo gleichzeitig auf Flores gelebt hatten. Weil auf Java nachgewiesen worden war, dass dort Homo erectus und Stegodon vor rund 750.000 Jahren koexistierten, vermutete Verhoeven zudem, dass die Steinwerkzeuge von Flores ähnlich alt seien und Homo erectus demnach auch Flores besiedelt hatte. Zwei 1970 gemeinsam mit dem Priester Johannes Maringer publizierte Fundberichte blieben jedoch in Kreisen der Paläoanthropologen unbeachtet, weil der Datierung misstraut und unterstellt wurde, dass die Steinwerkzeuge zufällig in tiefere, Stegodon-führende Bodenschichten geraten sein könnten. Zudem war Flores selbst während der Eiszeiten vollständig von Wasser umgeben, und man traute dem Homo erectus nicht zu, dass er hochseetüchtige Wasserfahrzeuge bauen konnte.
Ins Blickfeld der Forschung rückte das Soa-Becken erst wieder Anfang der 1990er-Jahre, als Paul Sondaar (1934–2003) von der Universität Utrecht, ein Schüler von Gustav Heinrich Ralph von Koenigswald mit speziellem Interesse am Prozess der Inselverzwergung, Mata Menge besuchte und in deren Nachbarschaft eine neue Fundstelle – Tangi Talo (auch: Bhisu Sau) – erschloss, wo er Fossilien eines Zwerg-Stegodons und einer Riesenschildkröte entdeckte. 1985 war Sondaar bei Ausgrabungen in der Grotta Corbeddu auf Sardinien zufällig in Kontakt mit Verhoeven gekommen, der – längst im Ruhestand – die Grabungen besichtigte. Dadurch erfuhr Sondaar von der Vermutung, dass Homo erectus bereits vor 750.000 Jahren Flores erreicht haben könnte, was ihm seinerseits die Vermutung nahelegte, dass die Zwerg-Stegodons auf Flores infolge der Besiedelung durch Homo erectus ausgestorben sein könnten; jüngere Stegodon-Fossilien waren deutlich größer als die älteren, was auf eine Zuwanderung von großwüchsigen Individuen nach dem Aussterben der Zwergformen zurückgeführt wurde. 1992 und 1994 erbrachten Feldstudien durch Sondaar, Fachroel Aziz und andere tatsächlich, dass erneut bei Mata Menge geborgene Steinwerkzeuge und Stegodon-Knochen rund 730.000 Jahre alt sind; doch auch diese Datierung wurde von der Fachwelt zunächst angezweifelt. Erst nachdem 1998 eine Altersbestimmung weiterer Funde per Zirkon-Spaltspurendatierung in der Fachzeitschrift Nature veröffentlicht worden war, wurde die Besiedelung von Flores durch Individuen der Gattung Homo bereits während des Altpleistozäns anerkannt.
Es folgte von 1998 bis 2001 eine vom Australian Research Council geförderte Grabungskampagne unter Leitung von Fachroel Aziz und Mike Morwood, in deren Verlauf das Soa-Becken neu kartiert und per Luftbildfotografien dokumentiert wurde. In dieser Zeit wurden ferner unter anderem 16 Stegodon-Fundstätten erschlossen und alle Fossilien-Fundstätten radiometrisch datiert. Weitere Grabungen fanden zwischen 2003 und 2006 statt, die nunmehr vor allem dem Ziel dienten, die Siedlungsgeschichte – Zuwanderung und Aussterben – von Homo erectus aufzuklären. In dieses gleichfalls vom Australian Research Council finanzierte Projekt wurden auch Ausgrabungen auf Java und in anderen Gebieten von Flores einbezogen, so unter anderem in der Höhle Liang Bua, in der auch Theodor Verhoeven bereits 1965 Fossilien ausgegraben hatte – und in der 2003 die ersten Überreste von Homo floresiensis gefunden wurden.
Seit 2010 und bis 2015 läuft die Finanzierung für eine dritte Grabungskampagne im Soa-Becken aus Mitteln des Australian Research Council unter Leitung von Mike Morwood, Adam Brumm und Gert van den Bergh, die unter anderem darauf abzielt, fossile Belege für die Existenz von frühen Vertretern der Gattung Homo zu bergen. Hierzu wurden unter Einsatz von Planierraupen zunächst insgesamt 2000 Quadratmeter Gelände von Bewuchs und jüngeren Erdschichten geräumt, danach wurde im Untergrund von mehr als hundert lokalen Helfern systematisch gegraben. Nach hunderten Steinwerkzeugen und tausenden Tier-Fossilien wurden im Oktober 2014 dann tatsächlich fossile Überreste von mindestens drei Individuen der Gattung Homo – einem Erwachsenen und zwei Kindern – geborgen.

## Belege
1. 1 2  Mike J. Morwood et al.: Fission-track ages of stone tools and fossils on the east Indonesian island of Flores. In: Nature. Band 392, 1998, S. 173–176, doi:10.1038/32401.
2. 1 2  Adam Brumm, Gitte M. Jensen, Gert D. van den Bergh, Michael J. Morwood, Iwan Kurniawan, Fachroel Aziz, Michael Storey: Hominins on Flores, Indonesia, by one million years ago. In: Nature, Band 464, 2010, S. 748–752, doi:10.1038/nature08844.
Hobbit-Vorfahren: Vor einer Million Jahren lebten schon Menschen auf der indonesischen Insel Floresheise. Auf: heise.de vom 20. März 2010.
3. 1 2  Gerrit D. van den Bergh et al.: Homo floresiensis-like fossils from the early Middle Pleistocene of Flores. In: Nature. Band 534, 2016, S. 245–248, doi:10.1038/nature17999.
4. 1 2   Fachroel Aziz und Michael J. Morwood: Introduction: Pleistocene Geology, Palaeontology and Archaeology of the Soa Basin, Central Flores, Indonesia. In: Fachroel Aziz, Michael J. Morwood und Gert D. van den Bergh (Hrsg.): Pleistocene Geology, Palaeontology and Archaeology of the Soa Basin, Central Flores, Indonesia. Publication of the Centre for Geological Survey, Ministry of Energy and Mineral Resources, Republic of Indonesia, Special Publication No. 36, 2009, S. 1–17. ISSN 0852-873X.
5. ↑  Theodor Verhoeven: Pleistozäne Funde in Flores. In: Anthropos. Band 53, 1958, S. 264–265.
6. ↑  Johannes Maringer, Theodor Verhoeven: Die Steinartefakte aus der Stegodon-Fossilschicht von Mengeruda auf Flores, Indonesien. In: Anthropos. Band 65, 1970, S. 229–247.
Johannes Maringer, Theodor Verhoeven: Note on some stone artifacts in the National Archeological Institute of Indonesia at Djakarta, collected from the Stegodon-fossil bed at Boaleza in Flores. In: Anthropos. Band 65, 1970, S. 638–639.
7. ↑  Paul Yves Sondaar et al.: Changement de faune au Pléistocène moyen et colonisation de l'île de Flores (Indonésie) par Homo erectus. In: Comptes rendus de l'Académie des sciences. Série 2. Sciences de la terre et des planètes. Band 319, Nr. 10, 1994, S. 1255–1262, ISSN 1251-8050.
8. ↑  In search of the first Asian hominins: excavations in the Soa Basin of Flores, Indonesia. (Memento vom 6. März 2019 im Internet Archive). Im Original publiziert auf dem Server der University of Wollongong im September 2011.
9. ↑  Ewen Callaway: Hobbit relatives hint at family tree. In: Nature. Band 534, Nr. 7606, 2016, S. 164–165, doi:10.1038/534164a.